# Hjalli - en usædvanlig børnehave
Hjalli - en usædvanlig børnehave er en film instrueret af Lone Falster.

## Handling
I Hjalli, en børnehave i Hafnarfjördur uden for Reykjavik i Island, tilbydes børnene samme pædagogik, men med forskellig vægtning hos de to køn. Pædagogerne søger at modarbejde ulighed og uretfærdighed under hensyntagen til kønnenes forskellighed, og med filmen lægges der op til debat om, hvordan daginstitutionen opfatter sin rolle i opdragelsen af piger og drenge. I filmen registreres børnene i hverdagen – fuldt knald på og masser af liv – efterfulgt af et interview med børnehavens leder.